# Mosse Jørgensen
Margit „Mosse“ Jørgensen (* 3. Januar 1921 in Kristiania; † 30. Juni 2009 in Oslo), geborene Margit Goll, war eine norwegische Schulleiterin, Schulreformerin, Bildungskritikerin und Sachbuchautorin. Bekannt wurde sie vor allem als Gründerin und erste Leiterin des Versuchsgymnasiums Oslo.

## Leben
Margit Goll wurde als Tochter des Weinhändlers Sven Thorvald Goll (1868–1946) und der Sängerin Margit Kaspara Jensen (1885–1921) geboren. Ihre Familie wollte zunächst nicht, dass sie ein Gymnasium besuchte, da ihr Vater meinte, eine einjährige Handelsschule würde schneller Einkommen für die Familie bringen. Nach dem Abschluss der Handelsschule 1937 arbeitete sie acht Jahre als Büroangestellte.
Nach ihrer Heirat mit dem Architekten Kurt Jørgensen am 9. Januar 1943 ermutigte dieser sie, ihre Ausbildung fortzusetzen. Sie begann den Lateinkurs bei Theodor Haagaas  und legte 1945 das Abitur ab. Anschließend studierte sie Geschichte, Norwegisch und Pädagogik und wurde 1953 nach dem pädagogischen Seminar Lehrerin.
Von 1953 bis 1957 war sie Hausfrau mit zwei kleinen Kindern, danach arbeitete sie ein Jahr als Büroangestellte beim Norsk rikskringkasting. Am 10. Juli 1957 war sie die erste Frau, die die Dagsnytt-Nachrichten im norwegischen Radio vorlas.
1958 bis 1967 unterrichtete sie an der Höheren Schule Nordstrand, deren konservatives pädagogisches und politisches Umfeld sie zu reformpädagogischen Ideen führte. Eine Studienreise nach Kopenhagen brachte sie zur Bagsværd Lilleskole, deren pädagogisches Konzept sie inspirierte und die Grundlage für das Forsøksgymnaset bildete. Auch die Begegnung mit der dänischen Friskole 70, einer Jenaplan-Schule, war prägend.
Nach einem Jahr als Beraterin an der Apalløkka-Jugendschule (1971–1972) arbeitete sie von 1972 bis 1986 als Lehrerin an der Abteilung XVI des Ullevål-Universitätsklinikums  und von 1986 bis 1988 als Pädagogin im psychiatrischen Jugendteam des Gaustad Hospitals.
Mosse Jørgensen war Mitglied der Folkeskolekomiteen von 1963, die die neunjährige Grundschule in Norwegen vorbereitete. Von 1961 bis 1963 gehörte sie dem Zentralkomitee der neugegründeten Sosialistisk Folkeparti an und war später auch in der Sosialistisk Venstreparti (Sozialistischen Linkspartei) aktiv. Sie war Mitglied des Schulvorstands von Oslo (1972–1975) und des Stadtrats (1992–1994). Von 1980 bis 1990 leitete sie die Organisation Lære for Livet („Für das Leben lernen“) und ab 2000 das „Forum Ny Skole“, das sich für die Einrichtung öffentlicher freier Schulen einsetzt.
Für ihr Engagement erhielt sie 1991 die Königliche Verdienstmedaille in Gold, 1993 die St.-Hallvard-Medaille und 1998 den Ole-Brumm-Preis für ihre lebensbejahende Haltung.
Sie war eine wichtige Impulsgeberin für die Ideen der Nyskolen. Ab dem 23. August 2004 war sie zudem Vorstandsmitglied der Freien Schule Nyskolen in Oslo. Über 30 Jahre lang prägte Mosse Jørgensen als Pädagogin die Entwicklung praktischer Schulversuche in Norwegen und setzte sich für demokratische und freiheitliche Schulstrukturen ein. Sie war die erste Frau in Norwegen, die am Institut für Pädagogik der Universität Oslo studierte, an der Helga Eng die erste Professorin des Instituts war. Mosse Jørgensen war überzeugte Sozialistin.

## Versuchsgymnasium Oso
Das Versuchsgymnasiums Oslo (Forsøksgymnaset) war eine Höhere Sekundarschule. Die weiterführende reformorientierte Alternativschule in Oslo wurde 1967 gegründet und orientierte sich an Summerhill. Wie bei demokratischen Schulen war die Allgemeine Schulversammlung „das Kontrollorgan der Schule“. Die Schule wurde 2004 geschlossen.

## Namensgebung
2018 wurde ein Hörsaal an der Oslomet – storbyuniversitetet nach Mosse Jørgensen benannt. Die Schule wurde 2004 geschlossen.